# Cossato
Cossato is een stad en gemeente gelegen in de Italiaanse regio Piëmont, in de provincie Biella. Het is na de hoofdstad Biella de grootste plaats qua inwonertal van deze provincie. Op industrieel gebied is Cossato ook erg belangrijk voor de streek. Cossato wordt doorkruist door de rivier de Strona die afkomstig is uit de Biellese Vooralpen. Tot de plaats hoort ook een aantal gehuchten die verspreid liggen in het heuvelachtige achterland aan de noordzijde.

## Galerij

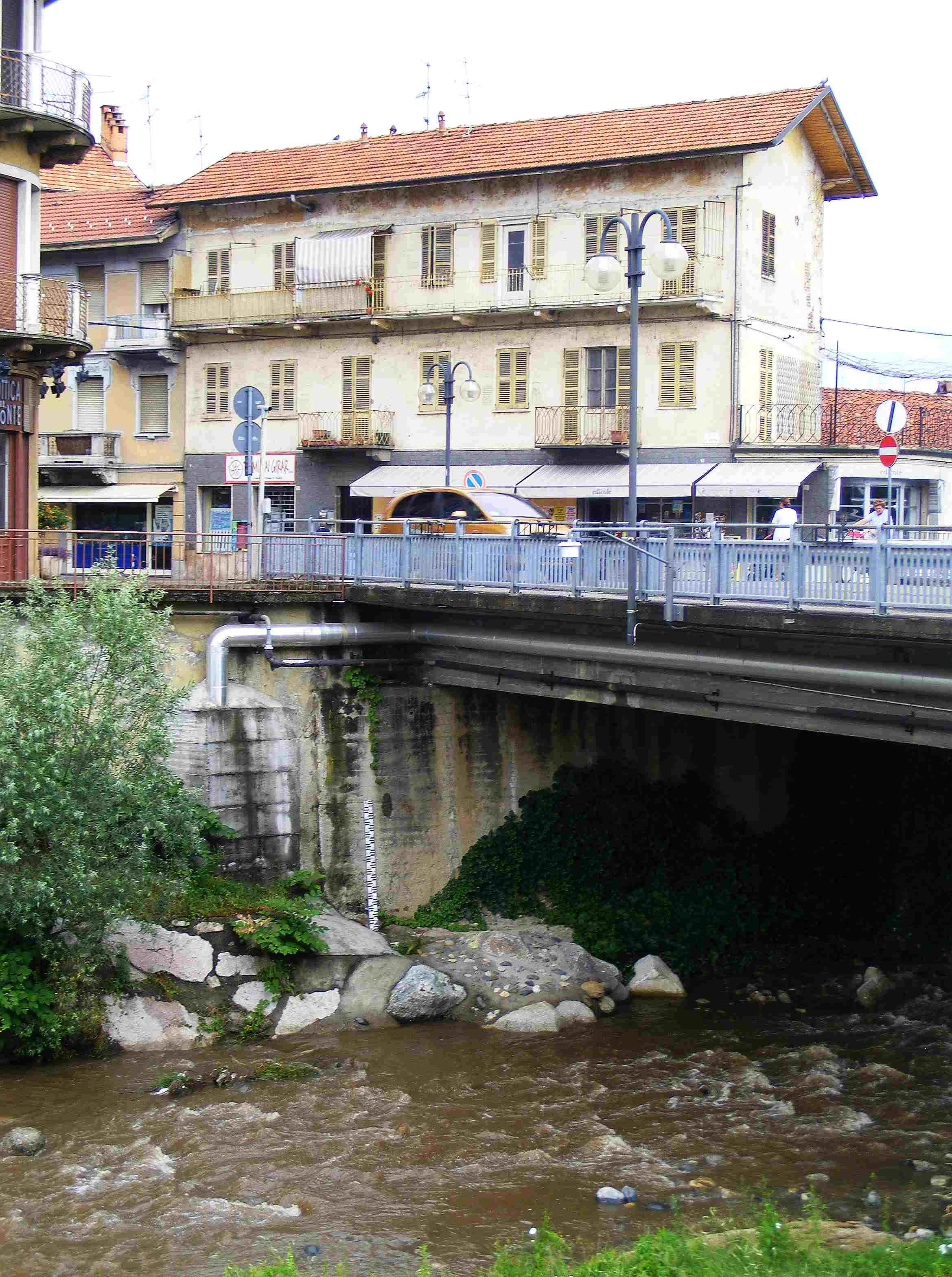
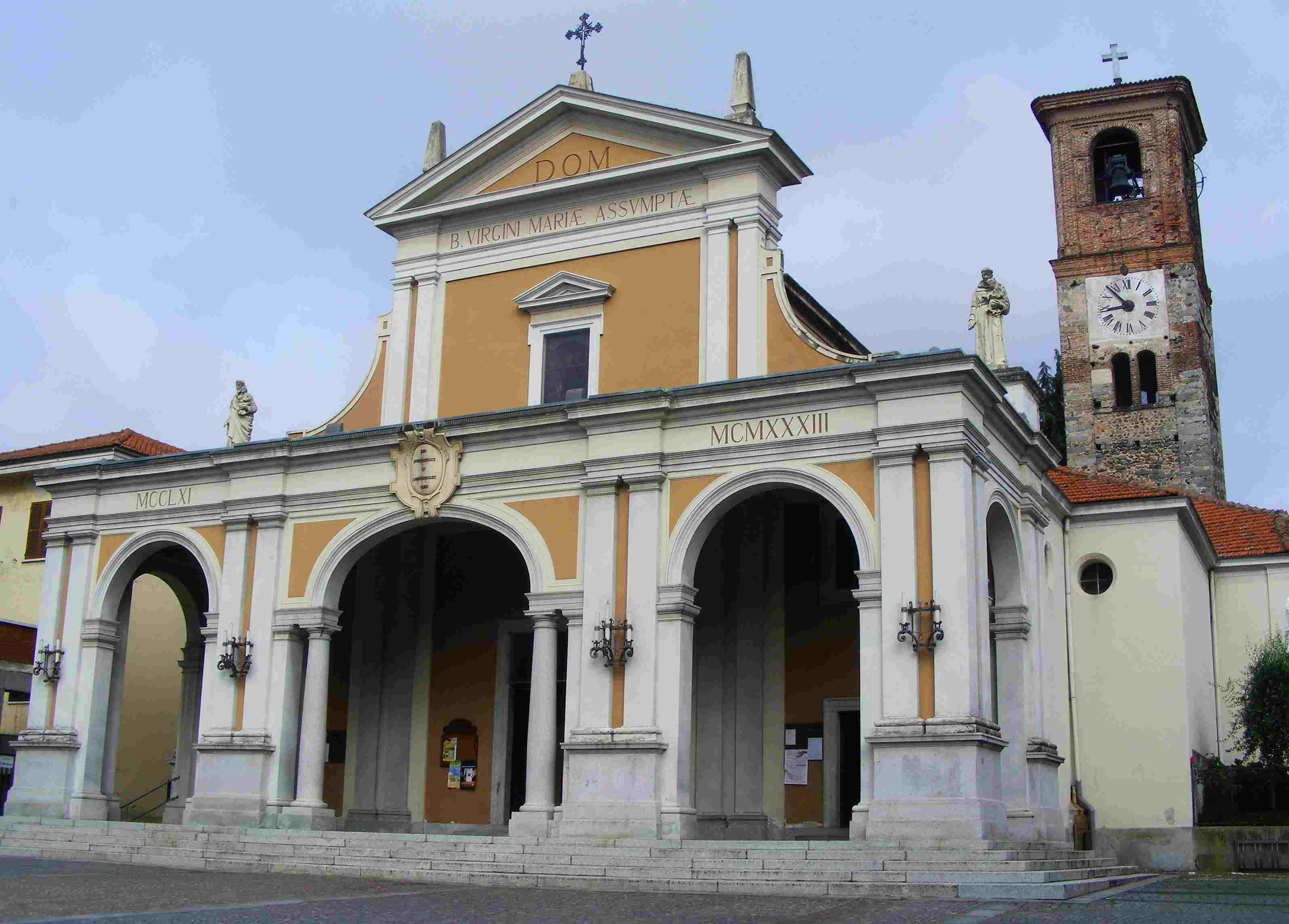
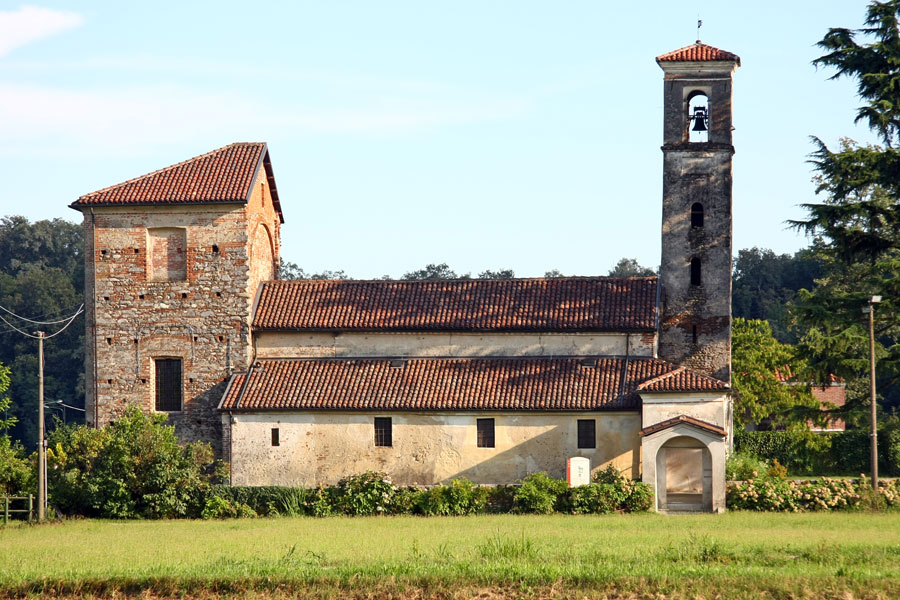
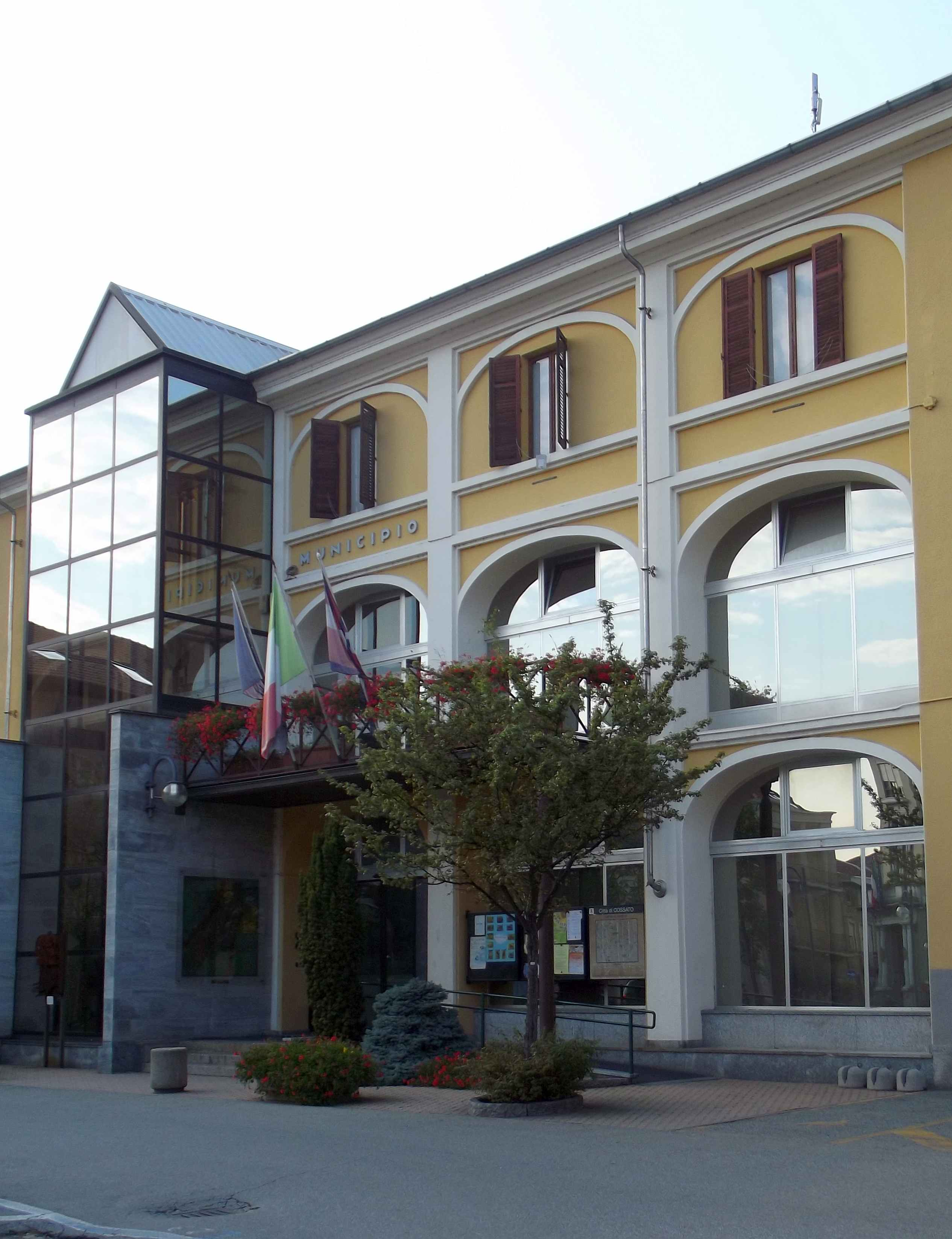